# Ta Som
Ta Som je maleni kmerski hram iz 12. stoljeća u Angkoru, Kambodža. Izgradio ga je kralj Kmerskog carstva Jayavarman VII. sjeveroistočno od Angkor Thoma i odmah istočno od hrama Neak Pean. Kralj ga je posvetio Budi i svome ocu Dharanindravarmanu II. (v. 1150. – 1160.).
Ta Som se sastoji od jednog svetišta na niskoj terasi, okružen trostrukim obzidom od kamena laterita, koji su otvoreni s dva niza gopura (monumentalni portali) križnog tlocrta s prostorijama na sve četiri strane i tornjem s isklesanim licima, kao na hramu Bayon. Unutarnje svetište ima križni tlocrt s trijemom na svakom krilu, okruženi s četiri kutna paviljona. S obje strane prilaznog puta s istoka nalazi se po jedna "knjižnica". Poput obližnjeg hrama Preah Khana i Ta Prohma, hram je uvelike obrastao u vegetaciju s brojnim drvećem koje raste između njegovih ruševina.
Od 1992. godine Ta Som je, kao dio Angkora, na popisu svjetske baštine UNESCO-a, a od 1998. godine World Monuments Fund (Svjetska spomenička fundacija, WMF).
- Istočna gopura
- Ulaz u svetište
- Pročelje hrama
- Smokva daviteljica
- Izvanredan bareljef na hramu